# Noaptea învierii
Noaptea învierii este o operă literară scrisă de Ion Luca Caragiale.